# Adenophora sublata
Adenophora sublata là loài thực vật có hoa trong họ Hoa chuông. Loài này được Vladimir Leontyevich Komarov mô tả khoa học đầu tiên năm 1926.